# Lapuyan
Lapuyan est une localité de la province du Zamboanga du Sud, aux Philippines. En 2015, elle compte 27 264 habitants.